# Eurocephalus
Eurocephalus es un género de aves paseriformes de la familia de los alcaudones, que incluye únicamente dos especies. Se distribuyen por el África subsahariana.
Son aves grandes, de color marrón y blanco. En ambas especies, los sexos son similares en plumaje, y los adultos pueden ser diferenciados de los inmaduros. Al contrario que los alcaudones del género Lanius son aves gregarias, y tienen un vuelo parecido al de los loros.
Se les encuentra en la sabana, y en hábitats forestales abiertos. Como el resto de alcaudones se perchan erguidos en alguna rama de un arbusto o árbol desde onde puedan visualizar el territorio circundante.
Por lo general se alimentan de insectos grandes, pero ocasionalmente comerán fruta que haya caído al suelo.

## Especies
- Eurocephalus rueppelli  Bonaparte, 1853
- Eurocephalus anguitimens Smith, 1836